# Nanna
 For alternative betydninger, se Nanna (flertydig). (Se også artikler, som begynder med Nanna)
Nanna (eller Nana) er et nordisk pigenavn, som betyder "dristig" eller "modig". Omkring 12.000 danskere bærer et af disse navne ifølge Danmarks Statistik.

## Kendte personer med navnet
- Nanna Ditzel, dansk designer.
- Nanna Lüders Jensen, dansk sangerinde.
- Nanna Simonsen, dansk kogekone.

## Mytologiske skikkelser
- Nanna er Balders kone i den nordiske mytologi.
- Nanna er månegud i den babyloniske/assyriske mytologi.

## Navnet anvendt i fiktion
- Mordofferet i tv-serien Forbrydelsen hedder Nanna Birk Larsen.
- Nana er en dansk børne-tv-serie fra 1987 med Sebastians titelsang.
- "Nanna" er et af numrene på Gasolin' 2-albummet fra 1972.
- Nana er titlen på en roman af Emile Zola.